# 孫榘
孫榘（1590年—1662年），字不逾，號東海，晚號從所，南直隸淮安府鹽城縣人，明末清初政治人物。

## 生平
天啓四年（1624年）甲子科中式應天鄉試第一百四十七名舉人，崇禎十六年（1643年）癸未科會試第三十八名，三甲第一百五十五名進士，户部觀政，十七年授浙江上虞縣知縣，調會稽縣。後担任紹興魯王朱以海的户科給事中，流亡海岛，南明灭亡，回归故里，闭门不出，专心著述。清朝江南省官员曾多次致函，请他出仕，他不但拒邀，并将来信焚毁。卒年七十三，著有《初茅轩集》《藏堂诗稿》《被缨集》《亦园杂刻》《四书正义》等。

## 家族
曾祖孫彥清。祖父孫廷琢。父孫邦廪。母亲谷氏。
侄子孫一致，顺治十五年榜眼。